# Hans Rempel (Verleger)
Hans Rempel (* 18. September 1904; † 7. Mai 2004) war ein deutscher Zeitungsverleger.

## Werdegang
Rempel war Verleger und Chefredakteur der Gießener Allgemeinen Zeitung. In den 1950er Jahren wirkte er maßgeblich an der Zusammenführung der Vereinigung der hessischen Altverleger mit dem Lizenzträger der Zeitungen in Hessen im Verband Hessischer Zeitungsverleger mit, dessen Vorstand er von Gründung 1954 bis 1979 angehörte, darunter von 1969 bis 1975 als stellvertretender Vorsitzender.
Er begründete zudem die Geschichtszeitschrift Damals und fungierte von 1969 bis 1992 als deren Herausgeber.

## Ehrungen
- 1973: Großes Verdienstkreuz der Bundesrepublik Deutschland[1]
- 1979: Großes Verdienstkreuz der Bundesrepublik Deutschland
- Silberne Ehrenplakette der Stadt Gießen